# Macrobrachium zariquieyi
Macrobrachium zariquieyi är en kräftdjursart som beskrevs av Lipke Bijdeley Holthuis 1949. Macrobrachium zariquieyi ingår i släktet Macrobrachium och familjen Palaemonidae. Inga underarter finns listade i Catalogue of Life.